# Eduardo Corte
Eduardo Corte Cordero (Puebla, 24 november 1992) is een Mexicaans wielrenner die sinds 2017 voor de in 2023 Canel's Zerouno geheten wielerploeg uitkomt.

## Carrière
In 2014 nam Corte voor het eerst deel aan de Ronde van Mexico, maar startte niet meer in de vierde etappe. In de Ronde van Guatemala, die eind oktober werd verreden, wist Corte in de vijfde etappe als twaalfde te finishen. Hierdoor klom hij naar de vijftiende plaats in het algemeen klassement. In de laatste etappe haalde hij echter de finish niet.
In 2015 reed Corte wederom de ronde van zijn thuisland, maar na een dertigste plaats in de eerste etappe reed hij de tweede rit niet uit. In de Clásica Santa Rita, een nationale wedstrijd die Corte vervolgens reed, won hij zowel de eerste etappe as het algemeen klassement. In oktober wist hij in twee etappes van de Ronde van Guatemala als zevende te finishen, wat hem de zeventiende plaats in het eindklassement opleverde. In het bergklassement werd hij zesde, met een achterstand van negentien punten op Daniel Bonilla.
In 2016 werd Corte tiende op het nationale kampioenschap op de weg, met een achterstand van bijna zeven minuten op de winnaar Luis Lemus. In juli nam hij deel aan de Ronde van Venezuela, waar een achtste plaats in de zevende etappe zijn beste klassering was. Na deelnames aan verschillende nationale wedstrijden in Mexico en Costa Rica stond Corte in oktober voor de derde maal in zijn carrière aan de start van de Ronde van Guatemala. In deze negendaagse wedstrijd eindigde de Mexicaan in één etappe bij de beste tien: hij werd zevende in de vijfde rit. In het algemeen klassement eindigde hij op de twaalfde plek, vijf posities beter dan het jaar ervoor. In december werd hij negende in de Grote Prijs van San José, een Costa Ricaanse eendagswedstrijd. Twee dagen later stond hij aan de start van de Ronde van Costa Rica, waar hij in de laatste etappe dicht bij een overwinning kwam: in Heredia kwam enkel Jonathan Caicedo eerder over de finish, Corte werd tweede. In het algemeen klassement eindigde hij als beste Mexicaan op plek elf, met een achterstand van ruim 28 minuten op de winnaar César Rojas.
In april 2017 was enkel ploeggenoot Efrén Santos beter in het nationale kampioenschap op de weg. In oktober van dat jaar werd Corte tiende in het eindklassement van de Ronde van Chili. Twee maanden later behaalde hij in de Ronde van Costa Rica zijn eerste UCI-overwinning: in de achtste etappe kwam hij solo als eerste over de finish.

## Overwinningen
2017
8e etappe Ronde van Costa Rica
2022
5e etappe Ronde van de Gila

## Ploegen
2017 – 2019:  Canel's-Specialized
2020 – 2019:  Canel's ProCycling
2021 – 2023:  Canel's Zerouno
Alarcón · Casillas · Corte · Martínez · Palma · Prado · Sánchez · Santos · Santoyo · Villalobos · Xopa